# گابوکسادول
گابوکسادول (انگلیسی: Gaboxadol) مشتقی از آلکالوئید موسیمول است که نخستین بار در سال ۱۹۷۷ توسط شیمی‌دان دانمارکی پول کروگسگارد-لارسن سنتز شد. پژوهش‌ها روی این دارو، اثربخشی آن را به‌عنوان یک ضددرد و ضداضطراب، و همچنین درمانی برای دیسکینزی دیررس، بیماری هانتینگتون، بیماری آلزایمر و اسپاستیسیته نشان دادند اما به‌دلیل شکست برخی از آزمایش‌ها دیگر استفاده نشد.